# グローエンジン

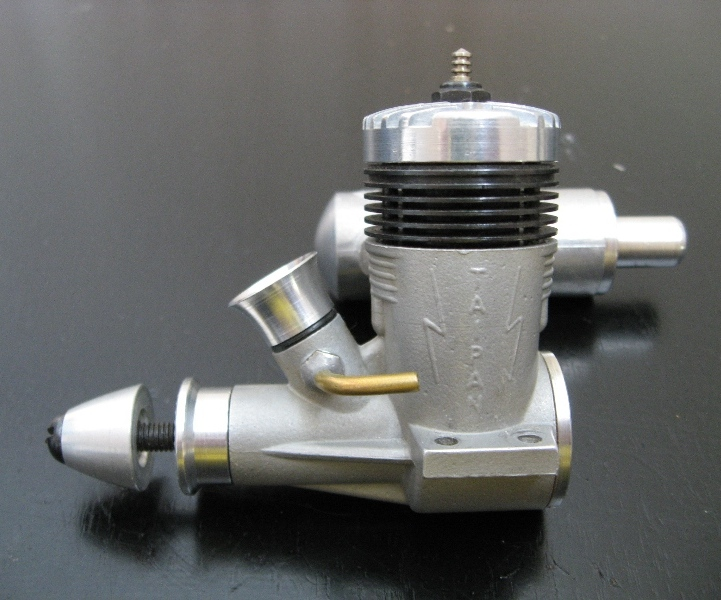
模型用グローエンジン

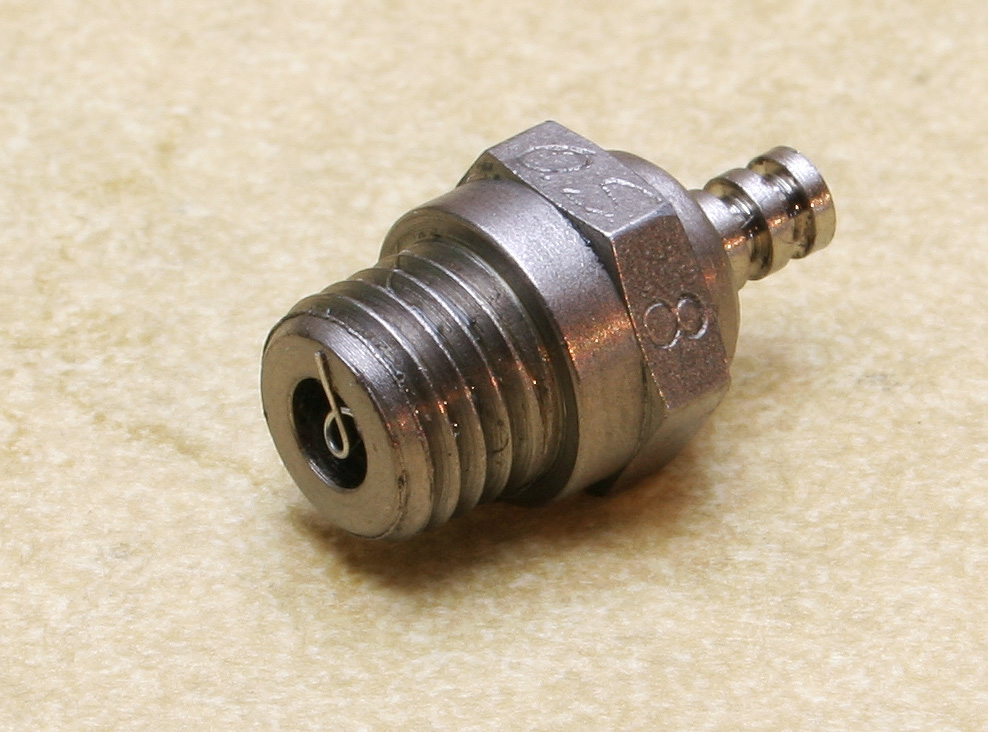
模型用グロープラグ

グローエンジンとは、燃焼室に露出したグロープラグの熱によって燃料と空気の混合気の熱面着火を行う、内燃機関の一種。英語では "glow plug engine" と呼ばれる。

## 構造・性質
2ストローク機関と4ストローク機関のいずれも存在する。
現在は、模型飛行機のエンジンとして多用されている。火花点火式ガソリンエンジンと同じような構造であり、シリンダーヘッドに火花点火用のプラグの代わりとしてグロープラグが取り付けられている。
キャブレター（気化器）を持ち、噴射ポンプを用いない。キャブレターによりアルコール系燃料と空気との混合気をあらかじめ作ってシリンダー内に混合気を吸入し、点火には電熱線を組み込んだグロープラグを用いる。始動時のみグロープラグに通電し、電熱線のジュール熱によって混合気を点火するものである。始動後は焼玉エンジンの焼玉と同様にプラグの熱が維持される。点火時期はほとんど自然に決定され、調整不能である。

## 模型用動力
小型（排気量20 cc以下）の模型用エンジンはシリンダーそのものが小さく、火花点火用のプラグを組み込むことが事実上不可能であるため、現在でもグローエンジンが主流である。特に、ラジオコントロールの模型航空機においては、近年（1980年代以降）まで他に適当な（軽量・高出力の）動力が存在しなかったことから、ほぼグローエンジンの独擅場であった。
かつて、模型用グローエンジンは2サイクルが主流で、排気量0.2 cc程度の超小型のものから30 cc程度のものまで存在していた。しかし、現在では3 - 4 cc以下のものは、多くがリチウム電池（もしくはニッケル水素電池）とモーターの組み合わせに取って代わられつつある。
燃料はメチルアルコールが主成分で、それに潤滑油としてヒマシ油など、燃焼促進用の添加剤としてニトロメタンなどを混入したものが用いられる。

## 焼玉エンジンとの比較
現在、模型用で使われるグローエンジンは、焼玉エンジンとシリンダーヘッドの構造が異なる。グローエンジンは、火花点火式ガソリンエンジンと同じような構造であり、スパークプラグの代わりにグロープラグがある。焼玉エンジンの焼玉のような副室を持たないグローエンジンのグロープラグは、エンジン始動時にだけ通電してジュール熱を発生させ、その熱で混合気を熱面着火して始動する。焼玉エンジンの着火も熱面着火で同様であり、着火後の燃焼も予混合燃焼で同様である。しかし、混合気を作り出す場所については、グローエンジンが火花点火式ガソリンエンジンのようにキャブレターを用いてシリンダーに入る前に混合気があらかじめ作られるのに対し、焼玉エンジンは焼玉の熱で燃料を気化させてシリンダー内で空気と混合させ、混合気が作られる。また、グロープラグは混合気の点火装置としての役目だけであるのに対し、焼玉は燃料の気化装置も兼ねた着火装置であることが異なる。